# Tall Sabin
Tall Sabin (arab. تل سبعين) – wieś w Syrii, w muhafazie Aleppo. W 2004 roku liczyła 890 mieszkańców.